# 凰稀かなめ
凰稀 かなめ（おうき かなめ、9月4日 - ）は、日本の女優。元宝塚歌劇団宙組トップスター。
神奈川県川崎市、私立順心女子学園中学校出身。身長173cm。本名は池口梨花。愛称は「かなめ」、「りか」、「てる」。

## 来歴
1998年、宝塚音楽学校入学。
2000年、音楽学校卒業後、宝塚歌劇団に86期生として入団。入団時の成績は20番。花組公演「源氏物語 あさきゆめみし／ザ・ビューティーズ!」で初舞台。組まわりを経て雪組に配属。
初舞台の新人公演で早くも役が付くなど、抜群のスタイルと甘いマスクで注目を集め、2005年の「霧のミラノ」で新人公演初主演。
2006年のバウ・ワークショップ「Young Bloods!!」でバウホール公演初主演。続く朝海ひかる・舞風りらトップコンビ退団公演となる「堕天使の涙」で、2度目の新人公演主演。
2007年、世界陸上大阪大会にあわせて結成されたユニット・AQUA5のメンバーに選出される。
2008年の「凍てついた明日」で2度目のバウホール公演主演。
2009年4月14日付で星組へと組替え。新トップスター・柚希礼音に次ぐ2番手となる。
2010年の「リラの壁の囚人たち」（バウホール・日本青年館公演）で、東上公演初主演。
2011年2月25日付で宙組へと組替え。宙組トップ・大空祐飛に次ぐ2番手となる。
2012年の「ロバート・キャパ」（バウホール・日本青年館公演）で、2度目の東上公演主演。同年7月2日付で宙組6代目トップスターに就任。相手役に花組から実咲凜音を迎え、「銀河英雄伝説@TAKARAZUKA」でトップコンビ大劇場お披露目。
トップ就任後は「風と共に去りぬ」のレット・バトラー、「ベルサイユのばら」のオスカルなど名作で主演を務め、2015年2月15日、「白夜の誓い／PHOENIX 宝塚!!」東京公演千秋楽をもって、宝塚歌劇団を退団。
退団後は舞台・ドラマ・映画と幅広く活動している。
2018年、舞台「さよなら、チャーリー」での演技が評価され、文化庁芸術祭賞の演劇部門新人賞を受賞。

## 宝塚歌劇団時代の主な舞台

### 初舞台
- 2000年4 - 5月、花組『源氏物語 あさきゆめみし』『ザ・ビューティーズ!』（宝塚大劇場のみ）

### 組まわり
- 2000年5 - 6月、星組『黄金のファラオ』『美麗猫（ミラキャット）』（宝塚大劇場のみ）

### 雪組時代
- 2000年9 - 10月、『デパートメント・ストア』『凱旋門』（1000days劇場のみ）
- 2000年12月、『月夜歌聲（ツキヨノウタゴエ）-闇の中から光が生まれる-』（ドラマシティ・赤坂ACTシアター）
- 2001年2 - 6月、『猛（たけ）き黄金の国』 - 新人公演：川上音二郎（本役：音月桂）『パッサージュ』
- 2001年8月、『アンナ・カレーニナ』（バウホール・日本青年館） - 従僕
- 2001年10 - 2002年2月、『愛 燃える』『Rose Garden』
- 2002年4月、専科・雪組『風と共に去りぬ』（日生劇場） - ブレント・タールトン
- 2002年5 - 9月、『追憶のバルセロナ』 - 新人公演：フェイホオ（本役：音月桂）『ON THE 5th』
- 2002年10 - 11月、『ホップ スコッチ』（バウホール・日本青年館） - ディック・スロリー
- 2003年1 - 2月、『春麗の淡き光に』 - 新人公演：源頼信（本役：壮一帆）『Joyful!!』（宝塚大劇場）
- 2003年3月、『春ふたたび』（バウホール） - 三郎次
- 2003年3 - 5月、『春麗の淡き光に』 - 新人公演：源頼信（本役：壮一帆）『Joyful!!』（東京宝塚劇場）
- 2003年6 - 7月、『アメリカン・パイ』（バウホール・日本青年館） - ネイズ
- 2003年8 - 12月、『Romance de Paris』 - イブラヒム、新人公演：ムジャヒド（本役：貴城けい）『レ・コラージュ』
- 2004年1 - 2月、『Romance de Paris』 - イブラヒム『レ・コラージュ』（中日劇場）
- 2004年4 - 7月、『スサノオ』 - 新人公演：月読（本役：壮一帆）『タカラヅカ・グローリー!』
- 2004年8 - 9月、『あの日みた夢に』（日本青年館・ドラマシティ） - ロッキー
- 2004年11 - 2005年2月、『青い鳥を捜して』 - チャン、新人公演：フィンセント・マクノートン（本役：朝海ひかる）『タカラヅカ・ドリーム・キングダム』
- 2005年4月、『さすらいの果てに』（バウホール） - エドウィン中尉
- 2005年6 - 10月、『霧のミラノ』 - オットー、新人公演：ロレンツォ・クローチェ（本役：朝海ひかる）『ワンダーランド』 新人公演初主演[5][7][1][9][11]
- 2005年11月、『銀の狼』 - トランティニアン『ワンダーランド』（全国ツアー）
- 2006年2 - 5月、『ベルサイユのばら-オスカル編-』 - ラサール、新人公演：アンドレ・グランディエ（本役：貴城けい／水夏希）
- 2006年7月、『Young Bloods!!-魔夏の吹雪-』（バウホール） - ロバート三浦 バウWS主演[7][1][9][11]
- 2006年9 - 12月、『堕天使の涙』 - サリエル、新人公演：ルシファー（本役：朝海ひかる）『タランテラ!』 新人公演主演[5][7]
- 2007年2月、『星影の人』 - 桂小五郎『Joyful!!II』（中日劇場）
- 2007年5 - 8月、『エリザベート』 - ルドルフ
- 2007年10月、『シルバー・ローズ・クロニクル』（ドラマシティ・日本青年館） - クリストファー・クレム[7]
- 2008年1 - 3月、『君を愛してる-Je t'aime-』 - アルセスト『ミロワール』
- 2008年5 - 6月、『凍てついた明日』（バウホール） - クライド・バロウ バウ主演[7][1]
- 2008年8 - 11月、『ソロモンの指輪』『マリポーサの花』 - ロジャー[7]
- 2009年1月、『忘れ雪』（バウホール・日本青年館） - 鳴海昌明[7]
- 2009年3 - 4月、『風の錦絵』『ZORRO 仮面のメサイア』 - オリバレス総督（宝塚大劇場のみ）[7]

### 星組時代
- 2009年6 - 9月、『太王四神記 Ver.II』 - ヨン・ホゲ[7]
- 2009年10 - 11月、『再会』 - マーク『ソウル・オブ・シバ!!』（全国ツアー）[1]
- 2010年1 - 3月、『ハプスブルクの宝剣』 - フランツ・シュテファン『BOLERO』
- 2010年5月、『リラの壁の囚人たち』（バウホール・日本青年館） - エドワード・ランス 東上初主演[8][9]
- 2010年7 - 8月、『ロミオとジュリエット』（梅田芸術劇場・博多座） - ティボルト
- 2010年10 - 12月、『宝塚花の踊り絵巻』『愛と青春の旅だち』 - フォーリー軍曹
- 2011年2月、『愛するには短すぎる』 - アンソニー・ランドルフ『ル・ポァゾン 愛の媚薬II』（中日劇場）

### 宙組時代
- 2011年5 - 8月、『美しき生涯』 - 疾風『ルナロッサ』
- 2011年10 - 12月、『クラシコ・イタリアーノ』 - レナード・デルーカ（レニー）『NICE GUY!!』
- 2012年1 - 2月、『ロバート・キャパ 魂の記録』（バウホール・日本青年館） - アンドレ・フリードマン（ロバート・キャパ） 東上主演[9]
- 2012年4 - 7月、『華やかなりし日々』 - アーサー・シェルドン『クライマックス』

### 宙組トップスター時代
- 2012年8 - 11月、『銀河英雄伝説@TAKARAZUKA』 - ラインハルト・フォン・ローエングラム 大劇場トップお披露目公演[2][9][11]
- 2013年1月、『銀河英雄伝説@TAKARAZUKA』（博多座） - ラインハルト・フォン・ローエングラム
- 2013年3 - 6月、『モンテ・クリスト伯』 - エドモン・ダンテス『Amour de 99!!-99年の愛-』[2][9][11]
- 2013年4月、雪組『ベルサイユのばら-フェルゼン編-』（宝塚大劇場） - オスカル・フランソワ・ド・ジャルジェ[注釈 1]
- 2013年7 - 8月、『うたかたの恋』 - ルドルフ『Amour de 99!!-99年の愛-』（全国ツアー）[11]
- 2013年9 - 12月、『風と共に去りぬ』 - レット・バトラー[2][9][11]
- 2014年2月、『ロバート・キャパ 魂の記録』 - アンドレ・フリードマン（ロバート・キャパ）『シトラスの風II』（中日劇場）[9]
- 2014年4月、月組『宝塚をどり』『TAKARAZUKA 花詩集100!!』（宝塚大劇場） Wエトワール[注釈 2]
- 2014年5 - 7月、『ベルサイユのばら-オスカル編-』 - オスカル・フランソワ・ド・ジャルジェ[2][9][11]
- 2014年11 - 2015年2月、『白夜の誓い -グスタフIII世、誇り高き王の戦い-』 - グスタフIII世『PHOENIX 宝塚!!-蘇る愛-』 退団公演[9][11]

### 出演イベント
- 2002年6月、TCAスペシャル2002『LOVE』
- 2003年10月、樹里咲穂コンサート『JUBIEE-S』[13]
- 2004年7月、TCAスペシャル2004『タカラヅカ90』
- 2005年4月、TCAスペシャル2005『Beautiful Melody Beautiful Romance』
- 2005年12月、『花の道 夢の道 永遠の道』
- 2006年9月、TCAスペシャル2006『ワンダフル・ドリーマーズ』
- 2007年9月、TCAスペシャル2007『アロー!レビュー!』
- 2008年12月、タカラヅカスペシャル2008『La Festa!』
- 2009年12月、タカラヅカスペシャル2009『WAY TO GLORY』
- 2012年12月、タカラヅカスペシャル2012『ザ・スターズ!〜プレ・プレ・センテニアル〜』
- 2014年4月、宝塚歌劇100周年 夢の祭典『時を奏でるスミレの花たち』
- 2014年8 - 9月、凰稀かなめディナーショー『Metamorphose-メタモルフォーゼ-』 主演[14]
- 2014年10月、『宝塚歌劇100周年記念 大運動会』
- 2014年12月、タカラヅカスペシャル2014『Thank you for 100 years』

## 宝塚歌劇団退団後の主な活動

### 舞台
- 2016年4 - 6月、『1789 -バスティーユの恋人たち-』（帝国劇場・梅田芸術劇場） - マリー・アントワネット[注釈 3][15]
- 2017年1月、『エリザベート TAKARAZUKA20周年 スペシャル・ガラ・コンサート』（オーチャードホール） - ルドルフ[16]
- 2017年3 - 4月、『花・虞美人』（赤坂ACTシアター・愛知県芸術劇場・森ノ宮ピロティホール） - 虞姫[17]
- 2018年2月、『愛にまつわる、いくつかの…』（紀尾井小ホール）[18]←
- 2018年4 - 7月、『1789-バスティーユの恋人たち-』（帝国劇場・新歌舞伎座・博多座） - マリー・アントワネット[注釈 4][19]
- 2018年6 - 7月、『銀河鉄道999〜GALAXY OPERA〜』（明治座・北九州芸術劇場・ドラマシティ） - クイーン・エメラルダス[20]
- 2018年10 - 11月、『さよなら、チャーリー』（兵庫県立芸術文化センター・三越劇場） - チャーリー・ソレル[21][12]
- 2019年1 - 2月、『暗くなるまで待って』（サンシャイン劇場・兵庫県立芸術文化センター・ウインクあいち・福岡市民会館） - スージー[22]
- 2019年4 - 5月、『「銀河鉄道999」さよならメーテル〜僕の永遠』（明治座・梅田芸術劇場） - クイーン・エメラルダス[23]
- 2019年9月、『かなめのカタチ〜Flexible〜』（紀尾井小ホール）[24]
- 2019年12月、『明治座の変 麒麟にの・る』（明治座）[25]
- 2020年3月、『グッバイ・チャーリー』（博品館劇場） - チャーリー・ソレル[2]
- 2020年8月、『モンテ・クリスト伯〜黒き将軍とカトリーヌ〜』（明治座） - カトリーヌ／メルセデス[26]
- 2020年9月、『VOICARION Ⅸ 帝国声歌舞伎〜信長の犬〜』（帝国劇場）[27]
- 2020年10 - 11月、『グッバイ・チャーリー』（ABCホール・六行会ホール） - チャーリー・ソレル[28]
- 2021年2 - 3月、『屋根の上のバイオリン弾き』（日生劇場・愛知県芸術劇場・ウェスタ川越） - ツァイテル[29]
- 2021年4月、『エリザベートTAKARAZUKA25周年スペシャル・ガラ・コンサート』（梅田芸術劇場・東急シアターオーブ） - ルドルフ[30]
- 2021年6 - 7月、『CLUB SEVEN ZERO III』（シアタークリエ・ビレッジホール・ドラマシティ）[31]
- 2021年8 - 9月、『ラストダンスは私に〜岩谷時子生誕105年記念〜』（ニッショーホール）[32]
- 2021年10 - 11月、『擾乱 THE PRINCESS OF SNOW AND BLOOD〜陽いづる雪月花編〜』（明治座）[33]
- 2021年12月、『MOTHERLAND』（明治座・森ノ宮ピロティホール） -  項燕[34]
- 2022年2月、『TARKIE THE STORY』（ステラボール）[35]
- 2022年4月、饗宴『chill moratorium』(DisGOONieS)
- 2022年6月、『死神遣いの事件帖-幽明奇譚-』（ヒューリックホール東京・ドラマシティ） - 恐山寂蓮[36]
- 2022年8 - 10月、『DOROTHY（ドロシー）〜オズの魔法使い〜』（日本青年館・兵庫県立芸術文化センター・全国） - 西の魔[37]
- 2022年11月、朗読劇『青空』(博品館劇場)
- 2023年2 - 3月、『巌流島』（明治座・全国）[38]
- 2023年5月、『ホロー荘の殺人』（三越劇場） - ヘンリエッタ・アンカテル[39]
- 2023年7月、『THE 面接』(伝承ホール)
- 2023年9 - 10月、『ロジャース／ハート』（よみうりホール・北國新聞赤羽ホール・松下IMPホール）[40]
- 2023年12月、朗読劇『ラストダンスは私に〜岩谷時子物語〜』（六行会ホール） - 岩谷時子[注釈 5][41]
- 2024年5 - 6月　『ベルサイユのばら50』(梅田芸術劇場・東京建物 Brillia HALL) -オスカル
- 2024年9月、『BEASTARS』（シアター1010・COOL JAPAN PARK OSAKA TTホール） - ジュノ（歌い手・読み手）[42]
- 2024年10 - 11月、『罠』（よみうり大手町ホール 他） - ベルトン[43]
- 2024年12月、『RUNWAY』（梅田芸術劇場・KAAT神奈川芸術劇場）[44]
- 2025年1月、『星の王子さま』（博品館劇場） - ぼく（飛行士）[45]
- 2025年2月、『私立探偵 濱マイク-遥かな時代の階段を-』（サンシャイン劇場・COOL JAPAN PARK OSAKA TTホール、ウインクあいち） - リリー[46]
- 2025年3月、『TARKIE〜伝説の女たち〜（よみうりホール）[47]
- 2025年5月、～Fallait pas le dire～ 『それを言っちゃお終い』Ⅺ (六本木トリコロールシアター)
- 2025年6月、『恋ひ付喪神ひら』（シアターH） - 松永久秀[48]

### ドラマ
- 2013年6月、TBS『TAKE FIVE〜俺たちは愛を盗めるか〜』 - 第8話[注釈 6]
- 2016年9月、日本テレビ『家売るオンナ』最終話 - 望月葵
- 2017年10 - 12月、テレビ朝日『トットちゃん!』 - エミー市川
- 2018年6月、BSスカパー!『銀河鉄道 999 Galaxy Live Drama』 - クイーン・エメラルダス[49]
- 2019年7 - 9月、TBS『ノーサイド・ゲーム』 - 「多むら」の女将[2]
- 2020年12月、テレビ朝日『七人の秘書』第7話 - 椎名七津子
- 2021年11月、テレビ朝日『ドクターX〜外科医・大門未知子〜』第4話 - 四季唯花[50]
- 2022年2月、テレビ東京『警視庁強行犯係 樋口顕』 - 笠井亜弓[51]
- 2023年10月 - 12月、TBS『Maybe 恋が聴こえる』 - 音瀬麗華[52]
- 2024年1 - 月、NHK総合 大河ドラマ『光る君へ』 - 赤染衛門[53]
- 2025年4 - 6月、テレビ朝日『天久鷹央の推理カルテ』 - 墨田淳子[54]

### 映画
- 2020年3月、『青の生徒会 参る! season1 花咲く男子たちのかげに』 - 向井青 主演[2]
- 2021年9月、『マスカレード・ナイト』 - 狩野妙子[55]

### イベント
- 2024年11月、大河ドラマ『光る君へ』コンサート～沼ル音楽会～（東京オペラシティ） - 朗読 [56]
- 2025年7月、『姿月あさとSummer Dinner Show』（名鉄トヨタホテル） - SPECIAL GUEST [57]

## 受賞歴
- 2009年、『宝塚歌劇団年度賞』 - 2008年度努力賞[58]
- 2013年、『宝塚歌劇団年度賞』 - 2012年度優秀賞[58]
- 2014年、『阪急すみれ会パンジー賞』 - 男役賞[59]
- 2018年、第73回『文化庁芸術祭賞』 - 演劇部門新人賞[12][2]